# Ameiva griswoldi
Az Ameiva griswoldi a hüllők (Reptilia) osztályának pikkelyes hüllők (Squamata) rendjébe, ezen belül a tejufélék (Teiidae) családjába tartozó faj.

## Előfordulása
A karib-térségbeli Antigua és Barbuda endemikus faja, ahol mindkét szigeten megtalálható.
Barbudán gyakori, Antiguán inkább a part közeli kisebb szigeteken található meg. Barbudai populációi sötétbarnák, szabálytalan krémszínű foltokkal tarkítva. Oldala halvány kékeszöld és barnás színű, fekete pettyekkel és mintázattal. Hasi felülete szürke, mellén fekete.